# Acaponeta
Acaponeta es una localidad mexicana ubicada en el estado de Nayarit, cabecera del municipio homónimo.

## Geografía
Acaponeta se localiza en el noroeste del municipio homónimo y del estado de Nayarit. Se ubica a 30 m s. n. m. y cubre un área de 4.81 km².

### Clima
El clima de Acaponeta se caracteriza por ser Clima tropical de sabana. Para el período 1951-2010, la temperatura media anual era de 25.9 °C, mientras que la precipitación media era de 1328.5 mm.
| Parámetros climáticos promedio de Acaponeta, Nayarit | Parámetros climáticos promedio de Acaponeta, Nayarit | Parámetros climáticos promedio de Acaponeta, Nayarit | Parámetros climáticos promedio de Acaponeta, Nayarit | Parámetros climáticos promedio de Acaponeta, Nayarit | Parámetros climáticos promedio de Acaponeta, Nayarit | Parámetros climáticos promedio de Acaponeta, Nayarit | Parámetros climáticos promedio de Acaponeta, Nayarit | Parámetros climáticos promedio de Acaponeta, Nayarit | Parámetros climáticos promedio de Acaponeta, Nayarit | Parámetros climáticos promedio de Acaponeta, Nayarit | Parámetros climáticos promedio de Acaponeta, Nayarit | Parámetros climáticos promedio de Acaponeta, Nayarit | Parámetros climáticos promedio de Acaponeta, Nayarit |
| Mes                                                  | Ene.                                                 | Feb.                                                 | Mar.                                                 | Abr.                                                 | May.                                                 | Jun.                                                 | Jul.                                                 | Ago.                                                 | Sep.                                                 | Oct.                                                 | Nov.                                                 | Dic.                                                 | Anual                                                |
| ---------------------------------------------------- | ---------------------------------------------------- | ---------------------------------------------------- | ---------------------------------------------------- | ---------------------------------------------------- | ---------------------------------------------------- | ---------------------------------------------------- | ---------------------------------------------------- | ---------------------------------------------------- | ---------------------------------------------------- | ---------------------------------------------------- | ---------------------------------------------------- | ---------------------------------------------------- | ---------------------------------------------------- |
| Temp. máx. abs. (°C)                                 | 37.5                                                 | 39.0                                                 | 40.0                                                 | 42.0                                                 | 40.3                                                 | 42.0                                                 | 41.5                                                 | 40.5                                                 | 40.0                                                 | 39.5                                                 | 40.0                                                 | 38.5                                                 | 42.0                                                 |
| Temp. máx. media (°C)                                | 30.1                                                 | 31.3                                                 | 32.5                                                 | 34.3                                                 | 35.8                                                 | 35.9                                                 | 34.1                                                 | 33.8                                                 | 33.5                                                 | 34.0                                                 | 33.3                                                 | 30.8                                                 | 33.3                                                 |
| Temp. media (°C)                                     | 21.8                                                 | 22.3                                                 | 23.2                                                 | 25.0                                                 | 27.4                                                 | 29.5                                                 | 28.5                                                 | 28.2                                                 | 28.1                                                 | 27.8                                                 | 25.7                                                 | 22.9                                                 | 25.9                                                 |
| Temp. mín. media (°C)                                | 13.5                                                 | 13.4                                                 | 13.8                                                 | 15.8                                                 | 18.9                                                 | 23.1                                                 | 22.9                                                 | 22.7                                                 | 22.8                                                 | 21.6                                                 | 18.0                                                 | 15.0                                                 | 18.5                                                 |
| Temp. mín. abs. (°C)                                 | 3.0                                                  | 4.0                                                  | 1.0                                                  | 7.0                                                  | 9.0                                                  | 13.5                                                 | 14.0                                                 | 11.0                                                 | 10.5                                                 | 11.0                                                 | 7.0                                                  | 5.0                                                  | 1.0                                                  |
| Precipitación total (mm)                             | 21.6                                                 | 11.5                                                 | 4.2                                                  | 1.4                                                  | 2.3                                                  | 108.1                                                | 350.9                                                | 372.1                                                | 319.0                                                | 90.1                                                 | 26.2                                                 | 21.1                                                 | 1328.5                                               |
| Días de precipitaciones (≥ 1 mm)                     | 1.8                                                  | 0.9                                                  | 0.4                                                  | 0.3                                                  | 0.2                                                  | 7.2                                                  | 18.1                                                 | 18.6                                                 | 15.8                                                 | 4.8                                                  | 1.3                                                  | 2.4                                                  | 71.8                                                 |
| Fuente: Servicio Meteorológico Nacional.             |                                                      |                                                      |                                                      |                                                      |                                                      |                                                      |                                                      |                                                      |                                                      |                                                      |                                                      |                                                      |                                                      |

## Demografía
De acuerdo con el censo de 2020, Acaponeta tenía un total de 19 976 habitantes, de los que 10 345 eran mujeres y 9631, hombres.
Se registró un total de 7321 viviendas, de las que 5765 se encontraban habitadas.
| Gráfica de evolución demográfica de Acaponeta entre 1900 y 2020 |
|                                                                 |
| Fuente: Instituto Nacional de Estadística y Geografía.          |